# Epicrionops columbianus
Epicrionops columbianus és una espècie d'amfibis gimnofions de la família Rhinatrematidae. És una espècie rara de Colòmbia. Va ser descrit com a Rhinatrema columbianum per Hialmar Rendahl i Greta Vestergren.
Viu sota terra o entre les fulles caigudes dins dels boscos de muntanya. Se suposa que ponen, els ous a terra, i que les larves cauen als rierols on completen el seu desenvolupament.

## Distribució
Viu al vessant central occidental de la Serralada Occidental als departaments de Cauca i Chocó a Colòmbia, entre 1000 i 1550 m d'altitud.
A la Llista Vermella de la UICN és catalogat en la categoria en perill. La desforestació per l'agricultura i cultius il·legals (coca) amenacen el seu hàbitat.